# Akira Toriyama - Menu à la Carte
Akira Toriyama - Menu à la Carte (鳥山明 満漢全席?, Toriyama Akira mankan zenseki) è una raccolta di storie brevi del mangaka Akira Toriyama in due volumi pubblicati da Shūeisha nel 2008 ed editi in Italia nel 2012 da Star Comics.
Il manga è pubblicato in formato bunkoban, corposi volumi di piccole dimensioni da 350 pagine circa, alcune delle quali a colori. Sono inserite in Akira Toriyama - Menu à la Carte tutte le precedenti storie brevi di Toriyama dal 1978 al 1993 già precedentemente pubblicate nella raccolta Toriyama World, con l'aggiunta di altri racconti inediti usciti successivamente.

## Volumi
| Nº | Titolo italiano Giapponese 「Kanji」 - Rōmaji | Data di prima pubblicazione | Data di prima pubblicazione |
| Nº | Titolo italiano Giapponese 「Kanji」 - Rōmaji | Giapponese                  | Italiano                    |
| 1  | Akira Toriyama - Menu à la Carte 1 「鳥山明 満漢全席1」 - Toriyama Akira mankan zenseki 1 | 2008                        | 18 aprile 2012              |
| 1  | Capitoli - Lady Red (LADY RED?, Redī Reddo) - Go! Go! Ackman (ゴーゴーアックマン?, Gōgōakkuman) - Dub & Peter 1 (ダブとピーター1?, Dabu to Pītā 1) - Sonchoh (そんちょう?, Sonchō) - Il signorino Kennosuke (けんのすけさま?, Kennosuke-sama) - Mister Ho (Mr.ホー?, Misutā Hō) - Mad Matic (マッド マチック?, Maddo Machikku) - Pola & Roid (ポラアンドロイド?, Pora ando Roido) - Wonder Island (ワンダー・アイランド?, Wandā Airando) - Dragon Boy (騎竜少年（ドラゴンボーイ）?, Kiryū shōnen (Doragonbōi)) - Post Scriptum di Akira Toriyama |                             |                             |
| 2  | Akira Toriyama - Menu à la Carte 2 「鳥山明 満漢全席2」 - Toriyama Akira mankan zenseki 2 | 2008                        | 18 luglio 2012              |
| 2  | Capitoli - Peke l'alieno (宇宙人ペケ?, Uchūbito Peke) - Cashman il guerriero risparmiatore (ちょきんせんしキャッシュマン?, Chokin senshi Kyasshuman) - Karamaru, limpido e sereno come il cielo (からまるくんにほんばれ?, Karamaru-kun ni hon bare) - Mamejiro (豆次郎くん?, Mamejirō-kun) - The Adventure of Tongpoo (トンプー大冒険?, Tonpū dai bōken) - Chobit (チョビット?, Chobitto) - Chobit 2 (チョビット2?, Chobitto 2) - Escape (エスケイプ?, Esukeipu) - Pink: The Rain Jack Story (ピンク?, Pinku) - Tomato Police Woman (ギャル刑事トマト?, Gyaru keiji Tomato) - Una giornata sull'isola Highlight (本日のハイライ島?, Honjitsu no Hairai shima) - Post Scriptum di Akira Toriyama |                             |                             |